# Brixia ocellata
Brixia ocellata är en insektsart som beskrevs av Matsumura 1914. Brixia ocellata ingår i släktet Brixia och familjen kilstritar. Inga underarter finns listade i Catalogue of Life.